# Cotinga
Cotinga é um gênero de aves passeriformes que se notabilizam pela esplêndida plumagem de coloração azul brilhante. Também são cohecidas pelos nomes de anhambé-azul, bacaca, catingá, cotinga, crejica, curuá, cururá e quiruá.

## Espécies
- Cotinga-pintada (Cotinga cayana)
- Cotinga-roxa (Cotinga cotinga)
- Cotinga amabilis
- Cotinga ridgwayi
- Cotinga nattererii
- Cotinga-azul, (Cotinga maynana)
- Crejoá (Cotinga maculata)